# Kastorbrunnen

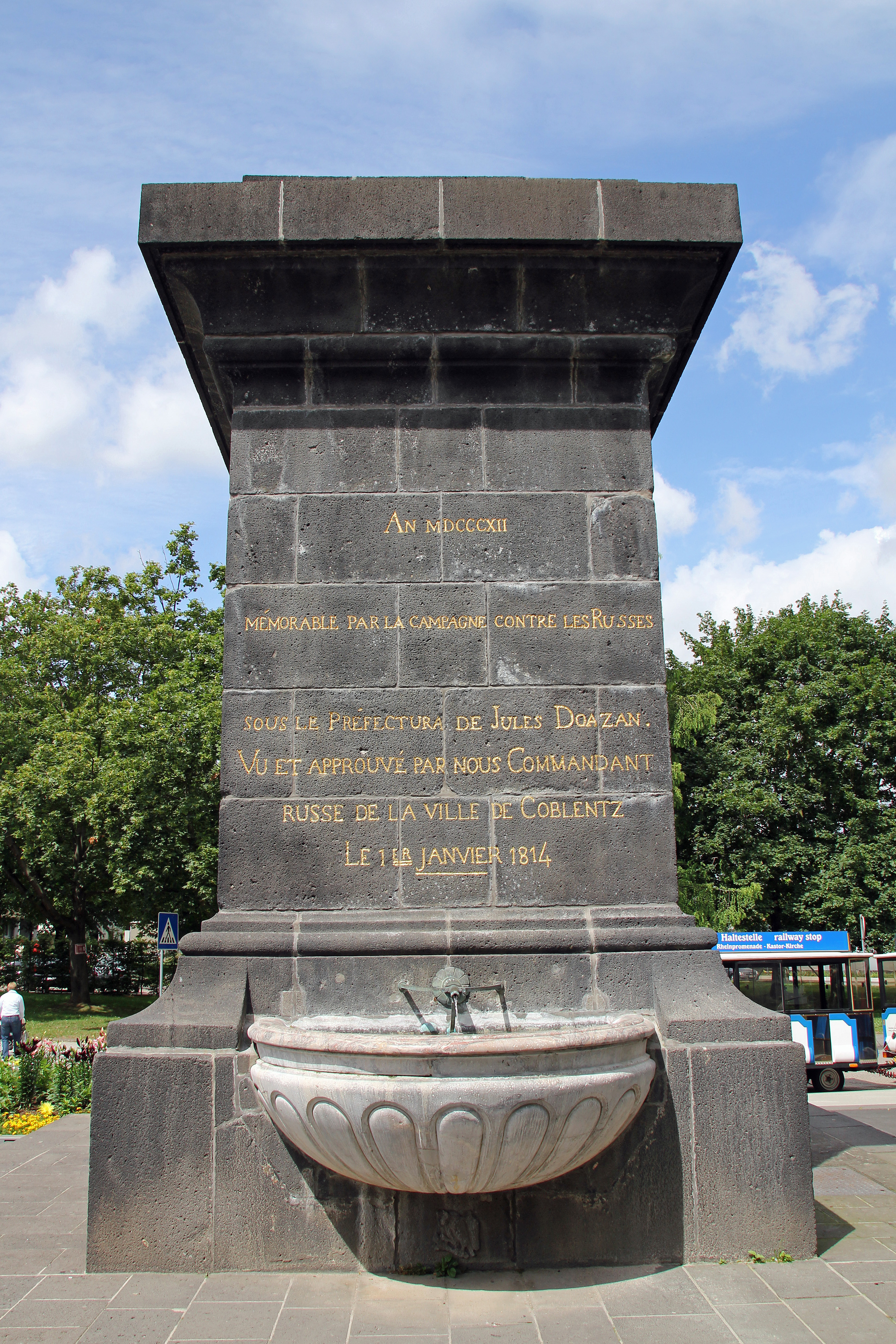
Der Kastorbrunnen mit der Inschrift

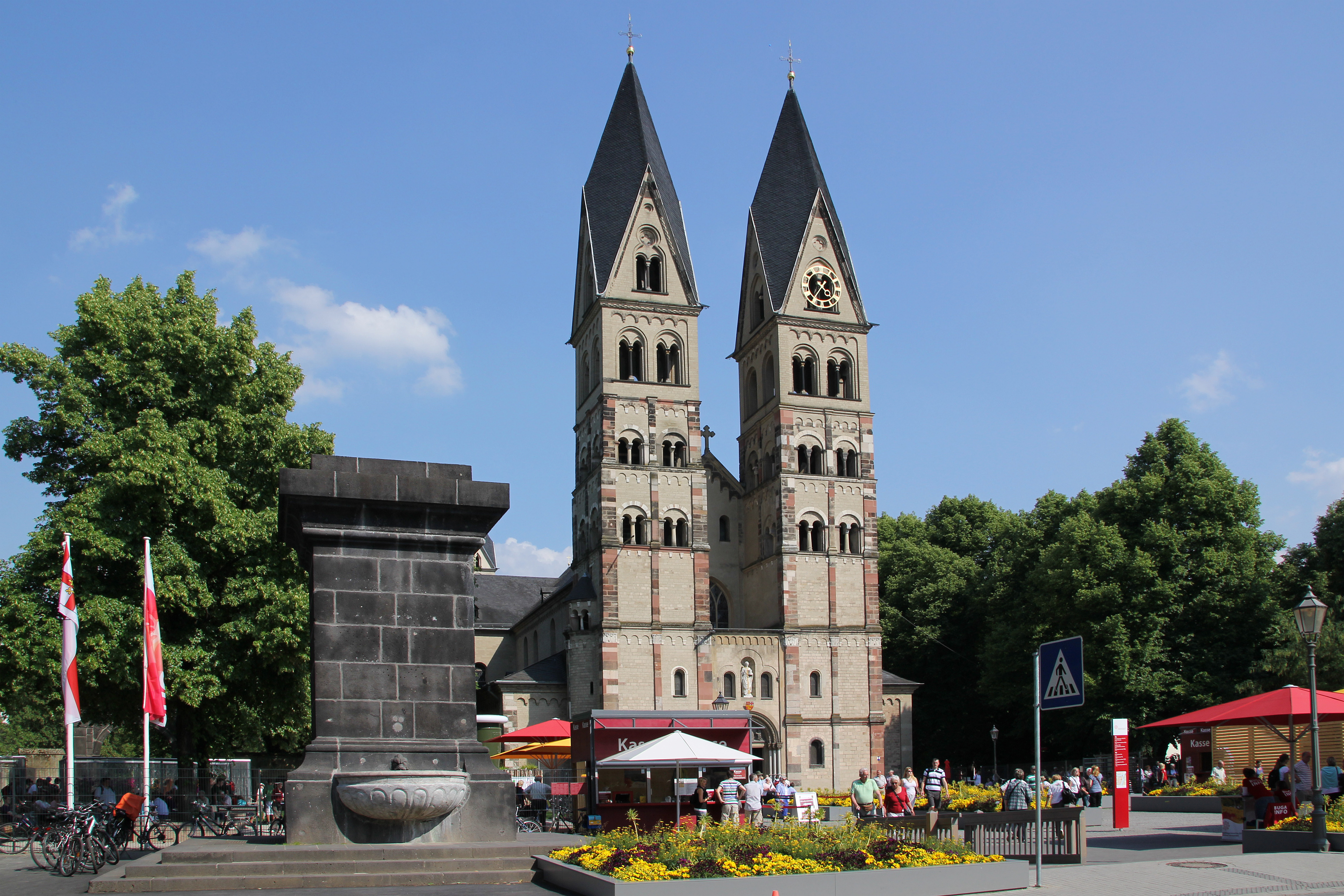
Der Kastorbrunnen vor der Basilika St. Kastor

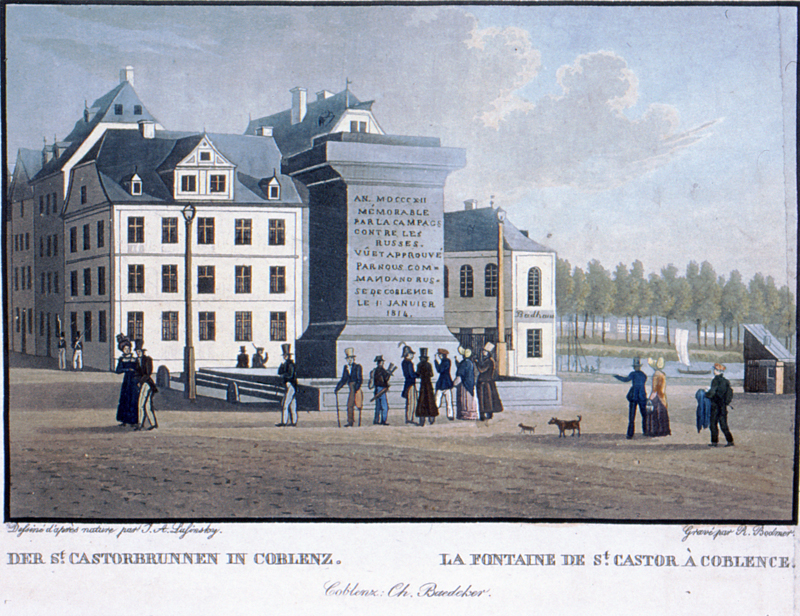
Kastorbrunnen um 1830

Der Kastorbrunnen auf dem Vorplatz der Basilika St. Kastor in Koblenz ist ein kurioses Zeugnis der Napoleonischen Kriege. Der 1812 errichtete Brunnen wurde an die erste kurfürstliche Wasserleitung angeschlossen.

## Geschichte
Jean Marie Thérèse Doazan, der Präfekt des französischen Départements de Rhin-et-Moselle, ließ den klassizistischen Brunnen aus Basaltquadern 1812 vor der Kastorkirche errichten. Seine voreilig verfasste, zudem in orthographisch falschem Französisch eingemeißelte Inschrift sollte an den vermeintlich erfolgreichen Russlandfeldzug Napoleons erinnern. Der Text lautet:
«An mdcccxii / Mémorable par la campagne contre les Russes / sous le Préfectura de Jules Doazan.»
(dt.: Im Jahre 1812 / Denkmal an den Feldzug gegen die Russen / unter dem Präfekturat von Jules Doazan.)
Tatsächlich endete Napoleons Russlandfeldzug in einer Katastrophe. Im Sechsten Koalitionskrieg überquerte in der Neujahrsnacht des Jahres 1814 das vorwiegend russische Armeekorps unter General Saint-Priest, das den rechten Flügel von Blüchers Schlesischer Armee bildete, den Rhein zwischen Neuwied und der Lahnmündung mit dem Schwerpunkt Koblenz. Die Franzosen hatten die Stadt kurz zuvor geräumt und überließen sie kampflos den Russen. Ihr Befehlshaber bewies jedoch Humor und ließ weder Doazans Brunnen noch die erste Inschrift entfernen, sondern eine zweite daruntersetzen. Sie lautet:
«Vu et approuvé par nous Commandant / russe de la ville de Coblentz / le 1er janvier 1814.»
(dt.: Gesehen und genehmigt durch uns, russischer Kommandant der Stadt Koblenz, am 1. Januar 1814.)

## Bau
Der Kastorbrunnen ist ein großer Viereckblock aus Niedermendiger Basaltquadern und stand ursprünglich in der Mitte des Platzes. Er wurde nach Plänen des Militär-Ingenieurs Dagobert Chauchet von dem Aachener Bildhauer Rauch geschaffen und hat einen hohen, gekehlten Sockel sowie eine weit vorspringende, ebenfalls gekehlte Abschlussplatte. Es sind zwei vorgehängte halbkreisförmige Brunnenschalen aus Lahnmarmor angebracht. Der Brunnen wurde mit Quellwasser der Wasserleitung aus Metternich gespeist und versorgte seit dem 15. August 1812 (dem Geburtstag des Kaisers) das Kastorviertel mit sauberem Trinkwasser. Er trug eine Figurengruppe aus Kalkstein mit den Personifikationen von Rhein und Mosel. Wegen starker Verwitterung wurde die Skulptur schon kurz nach 1817 entfernt. In den 1950er-Jahren wurde der Brunnen, den die Franzosen in die Achse der Kastorgasse und damit in die Blickachse zur Kastorkirche gesetzt hatten, um einige Meter nach Norden versetzt, um den Blick auf die Kirche freizumachen.

## Denkmalschutz
Der Kastorbrunnen ist ein geschütztes Kulturdenkmal nach dem Denkmalschutzgesetz (DSchG) und in der Denkmalliste des Landes Rheinland-Pfalz eingetragen. Er liegt in Koblenz-Altstadt am Kastorhof.
Seit 2002 ist der Kastorbrunnen Teil des UNESCO-Welterbes Oberes Mittelrheintal.